# Geschwister Caldarelli
Die Geschwister Caldarelli waren ein Volksmusik-Gesangstrio aus dem erzgebirgischen Dorf Sosa, das von den 1930er und 1940er Jahren an durch Rundfunk-Programme und Schallplattenaufnahmen volkstümlicher Lieder große Bekanntheit erlangte, Jahrzehnte bestand und in den 1970er Jahren zum letzten Mal öffentlich auftrat.

## Leben
Die drei Schwestern Tisilda (verehelichte Tischler, 1921–2008), Pierina (verehelichte Lorenz, 1923–2012) und Annina Caldarelli (verehelichte Arend, 1927–1987) waren die jüngsten von zwölf Geschwistern. Ihr Vater kam 1902 aus den italienischen Abruzzen ins obere Erzgebirge, wo er als Steinbrucharbeiter Arbeit beim Eisenbahnbau fand und 1904 in Sosa eine Einheimische heiratete.
Schon früh im Kirchenchor aktiv, war der erste größere Erfolg der Geschwister der Sieg beim 2. erzgebirgischen Streitsingen am 21. April 1939, das der Fabrikant und Förderer erzgebirgischen Brauchtums Friedrich Emil Krauß im benachbarten Schwarzenberg organisiert hatte. Ein Mitschnitt des Konzerts wurde am 23. April 1939 im Reichssender Leipzig übertragen. Auch das 3. Streitsingen 1940, wiederum in Schwarzenberg ausgetragen, konnten die Geschwister Caldarelli gewinnen.
Nach dem Krieg traten die Geschwister ab dem Frühjahr 1946 wieder verstärkt im Rundfunk auf, auch gemeinsam mit dem Zitherspieler Curt Herbert Richter sowie dem Mundartsprecher Erwin Günther, Sohn des Volkssängers Anton Günther. Tourneen und Schallplattenaufnahmen folgten. Nachdem sie schwanger wurde, trat Tisilda ab 1953 nicht mehr auf und wurde durch Hilde Kranz ersetzt. Pierina hatte inzwischen ebenfalls geheiratet und lebte in Leipzig, Annina lebte in Stendal. Unter anderem traten die Geschwister Caldarelli vor 5000 Zuschauern in Prag unter freiem Himmel und in der DDR-Fernsehsendung „Da lacht der Bär“ auf. Am 14. September 1974 gab die Gesangsgruppe zum letzten Mal ein öffentliches Konzert beim Erzgebirgsabend „Mein Herz gehört der Heimat“ im Volkshaus Hormersdorf, trat jedoch auch danach noch gelegentlich im Erzgebirge auf. Zwischen 1939 und 1969 allein absolvierten die Geschwister Caldarelli 1620 Auftritte bei größeren Veranstaltungen. Die einzige noch lebende Sängerin Hilde Kranz wohnt heute in Hannover.

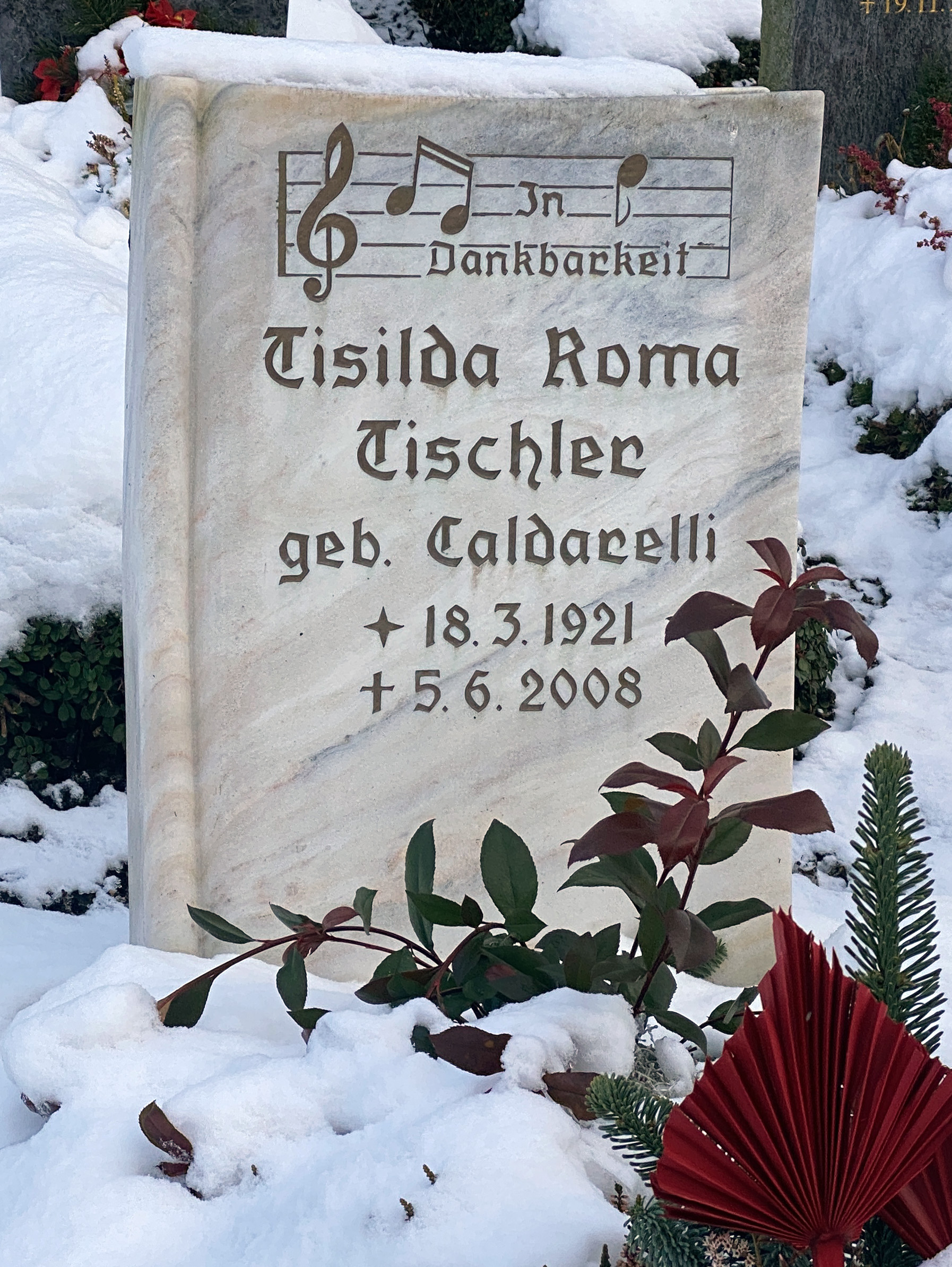
Grab von Tisilda Tischler geb. Caldarelli auf dem Friedhof in Sosa

## Nachwirkungen
Noch Jahrzehnte nach ihrem Verstummen wurden sie als erzgebirgische Legenden bezeichnet 2013 heißt es: „Die schönsten erzgebirgischen Weihnachtslieder sangen zwischen 1940 und 1970 die Geschwister Caldarelli.“ Im Jahr 2016 erschien als CD ihr Album Weihnachten im Erzgebirge erneut. Weitere CD-Aufnahmen sind noch im Handel.